# 天主教兖州教区
天主教兖州教区（Dioecesis Ienceuvensis）是天主教在中国山东省南部建立的一个著名教区，1885年12月成立，由德国圣言会（SVD）开辟。
方济各会在山东传教多年，始终无法在该省南部打开局面。于是在1882年，将这一地区交给新成立的德国修会圣言会。最早来到山东的圣言会会士是富于进取心的德国神父安治泰和极其虔诚的奥地利神父福若瑟。他们来到分给他们的教区里惟一有天主教徒的村庄——阳谷县城北的坡里庄，有158名教友。这里是整个山东南半部天主教的发祥地，后来由此发展出5个分别拥有数万教徒的教区：兖州教区、青岛教区、曹州教区、沂州教区和阳谷教区 ，总数超过20万人。
1885年12月，兖州教区成立之初，传教范围包括山东省南半部的兖州府、沂州府、曹州府和济宁直隶州，面积7万多平方公里，人口当时接近一千万，称为山东南境代牧区，首任助教是德国圣言会会士安治泰，主教座堂位于坡里庄。到1889年，坡里庄建成哥特式大教堂，1909年建成包括大教堂（可容千人）、修士楼、修女楼、育婴堂、修道院等由8栋西式洋楼相互连接组成的规模宏大的建筑群，三层碉堡楼5座，两层群楼149间，外环以砖墙。
1886年，安治泰计划将主教座堂迁到兖州府城，遭到当地乡绅的激烈反对。直到11年后的1897年曹州教案之后，才得以营建兖州天主教堂，到1899年在兖州城内西南建成规模宏伟的哥特式大教堂兖州天主圣神主教座堂，天主教总堂也由阳谷乡下迁至兖州府城。此建筑群规模宏大，占地面积83646.2平方米。53米长，18米宽，高21米，是全中国屈指可数的大教堂之一。
1897年曹州教案之后，山东南境代牧区用赔款建造了济宁、兖州、曹州3座大教堂。
1898年，德国占领胶州湾后，青岛、即墨、胶州、高密、诸城等地也划归山东南境代牧区。
在山东南部传教的神父们适应了当地艰苦的环境，不辞辛苦，克尽职守，穿中式的长袍马褂，留着辫子，吃中国乡下人简单的食物，靠双腿步行，走遍半个山东省，热切的到处讲道、探访，施行圣事。使得山东南境代牧区成为全中国扩展最迅速的天主教教区。
1924年，山东南境代牧区正式改称兖州代牧区。1920年代以后，陆续又分出4个教区：
- 1925年2月，由兖州代牧区分设青岛监牧区（1928年6月升为代牧区）。
- 1933年12月，由兖州代牧区分设阳谷监牧区（1939年7月升为代牧区）。
- 1934年11月，由兖州代牧区分设曹州代牧区。
- 1937年7月，由兖州代牧区分设沂州代牧区。

1946年，中国天主教实行圣统制，兖州、青岛、曹州、沂州和阳谷均改为正式教区。
1947年，国共内战爆发，山东大部分教区的教会活动被迫终止。
1949年，兖州教区有教友5.8万人（在山东仅次于曹州教区），神父83位，其中华籍13位；修女131位，其中华籍67位。
1966年文革开始，教会活动终止。兖州主教座堂被毁。
目前，兖州教区辖枣庄、济宁二市，现有神职人员8位，有圣家会、圣神会两个女修会，修女38位，其中10位修女发了终身愿。

## 历任主教
- 安治泰（Bishop John Baptist von Anzer, S.D.B.，1886年1月4日 – 1903年11月24日），1851年5月16日生于德国
- 韩宁镐（Bishop Augustin Henninghaus, S.V.D.1904年8月7日 – 1935年6月）1862年9月11生于德国，1904年10月30日祝圣，1939年7月20日逝世
- 舒德禄（Bishop Theodore Schu，S.V.D.1936年11月19日 – 1965年8月24日）1892年4月3日生，1937年4月4日祝圣 
  - 石麟閣， 1961年5月自选自圣
- 趙鳳梧，1920年生於濟寧市，1993年祝圣为主教，2005年去世
- 呂培森，1966年生，1989年晋铎，2011年5月20日晋牧[1]

## 修会
- 圣言会：1881年来山东，建立了济宁戴庄和高密2个分会。
- 圣家会：中国籍女修会，辅助神父传教。1910年成立于兖州。设有兖州、菏泽、信阳、兰州、泗水5个会区。1948年有会员200余人(一说400余人)。

兖州教区还培养出亚洲第一位枢机田耕莘。